# Dan Lydiate
Danny John Lydiate (Salford, 18 dicembre 1987) è un rugbista a 15 britannico, internazionale per il Galles, dal 2014 terza linea ala degli Ospreys.

## Biografia
Dan Lydiate è nato a Salford, nella Greater Manchester, da padre inglese, lavoratore portuale, e madre gallese; essendo il capofamiglia rimasto senza lavoro in Inghilterra a causa di un infortunio, i Lydiate si trasferirono in Galles presso la fattoria del nonno materno di Dan.
Lì il giovane Lydiate e suo fratello impararono a giocare a rugby, disciplina all'epoca totalmente sconosciuta al padre, tifoso del Manchester Utd., e a 18 anni Dan fu ingaggiato da professionista dalla franchise di Celtic League del Newport Gwent Dragons.
Dopo solo un anno la sua carriera rischiò di terminare quando, a Perpignano in Heineken Cup, in un contrasto si procurò una frattura al collo e fu necessario portarlo fuori in barella per un immediato ricovero nel locale ospedale; per ridurre la lesione gli fu asportato un frammento osseo dal bacino con successivo inserto nel collo, operazione che ebbe esito favorevole: Lydiate poté tornare a camminare e successivamente ad allenarsi.
A due anni di distanza, completamente ristabilito, fu aggregato alla Nazionale gallese che affrontava i test di fine anno del 2009 ed esordì a Cardiff contro l'Argentina.
Nel 2010 prese parte al suo primo Sei Nazioni e l'anno successivo fu in squadra nella rappresentativa gallese che partecipò alla Coppa del Mondo di rugby 2011 in Nuova Zelanda, giungendo al quarto posto assoluto.
Campione del Sei Nazioni 2012 con il Grande Slam, rivinse il torneo l'anno successivo e, più avanti nell'anno, fu inoltre convocato per il tour dei British Lions del 2013 in Australia, scendendo in campo in tutti i tre test match contro gli Wallabies e vincendo la serie 2-1.
A giugno 2013 ha firmato un accordo con il club francese di prima divisione del Racing Métro 92 a partire dalla stagione 2013-14.